# Tàrraco Viva

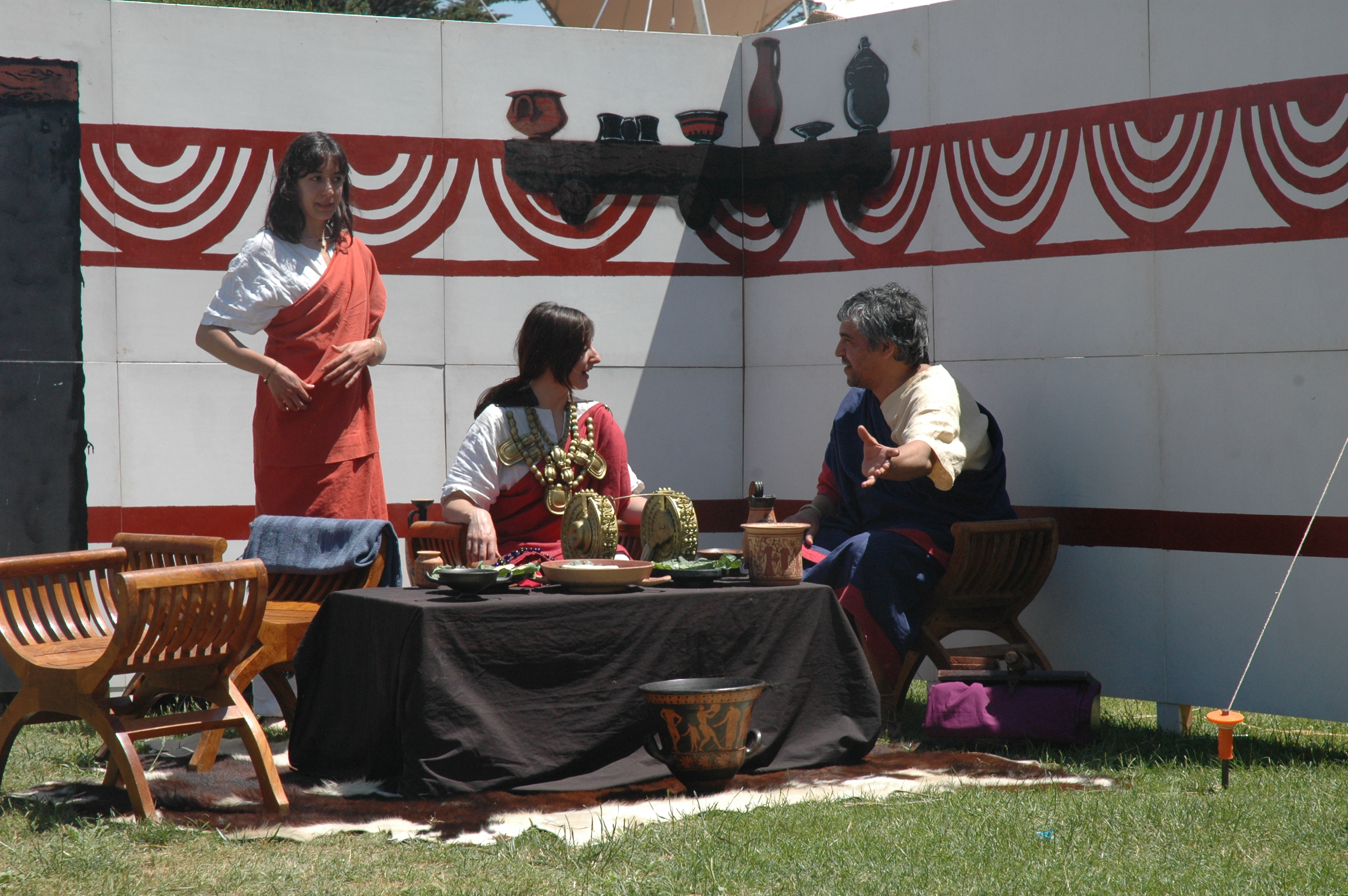
Família romana Tarraco Viva

Tàrraco Viva és un festival cultural internacional que se celebra a Tarragona des del 1998 i que està dedicat i especialitzat en la divulgació històrica d'època romana. El 2015 va comptar amb un programa de 400 actes. Aquest festival és organitzat pel Museu d'Història de Tarragona.